# Wei He
Der Wei He (chinesisch 渭河, Pinyin Wèi Hé, W.-G. Wei Ho) oder Wei Shui (渭水,  Wèi Shuǐ), alternativ auch Wei-Fluss genannt, ist der größte Nebenfluss des Gelben Flusses (Huáng Hé, 黃河 / 黄河).
Der Wei He durchfließt die Provinzen Gansu und Shaanxi.
An seinem Ufer liegt die alte Kaiserstadt Xi’an (西安). Nahe der Mündung des Jing in den Wei liegt das Mausoleum von Han Yang Ling mit zwei der Pyramiden von China.

## Weblinks

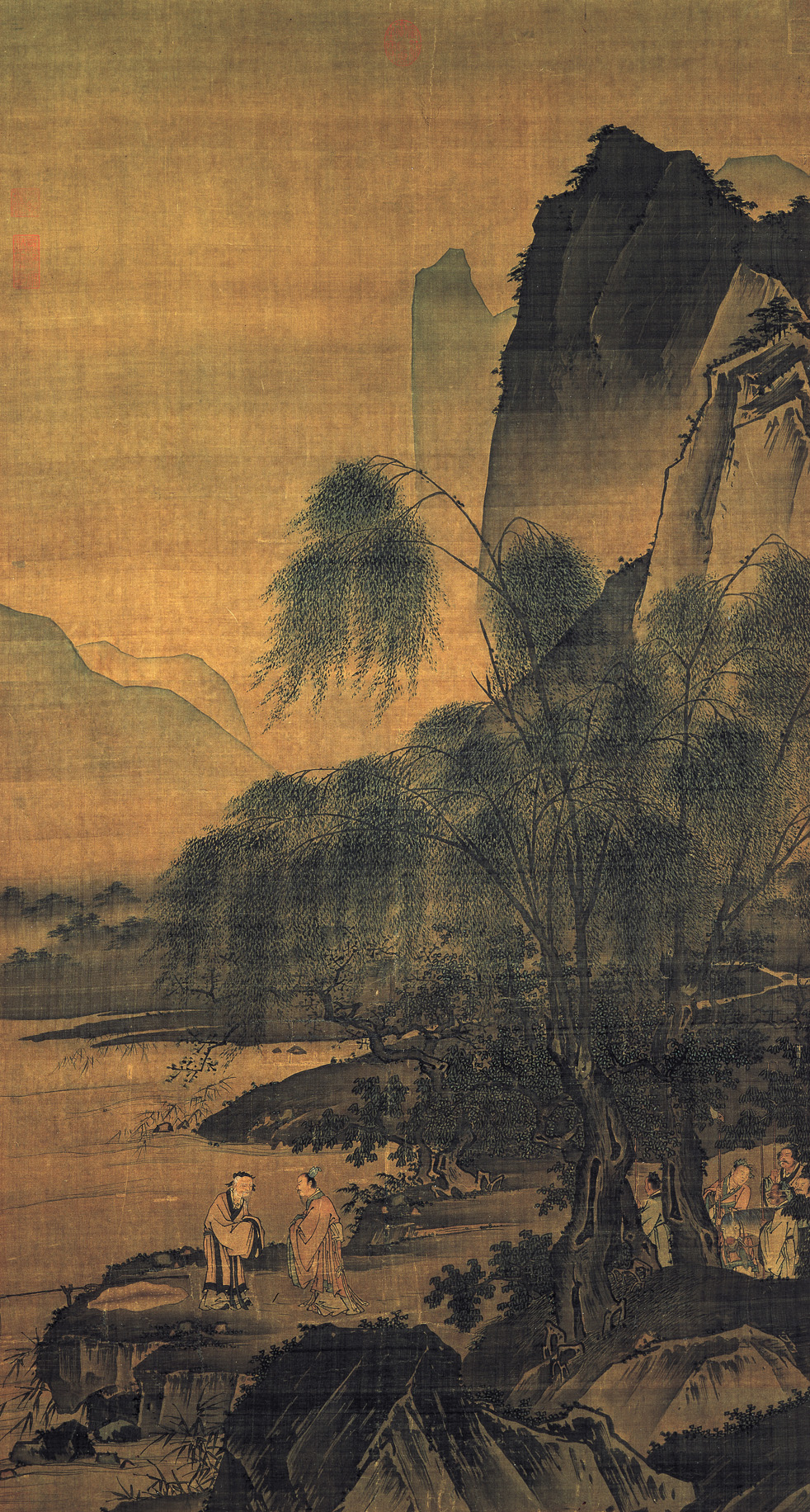
Gemälde aus der Ming-Zeit: Fischer am Wei-Fluss